# Río Rico (Tamaulipas)
Rio Rico is een stad met ongeveer 278 inwoners in de Mexicaanse staat Tamaulipas in de buurt van de rivier de Rio Grande (Río Bravo). De stad en omliggend gebied maakten oorspronkelijk deel uit van Hidalgo County in de Amerikaanse staat Texas tot het in de jaren 70 door de VS over werd gedragen aan Mexico. Dit was de enige overdracht van Amerikaans gebied aan een ander land na 1959.

## Geschiedenis
In 1906 voerde de Rio Grande Land and Irrigation Company een ongeauthoriseerde omlegging van de rivier de Río Grande uit, waardoor 165 hectare land, waaronder Rio Rico, ten zuiden van de rivier kwam te liggen. Het bedrijf kreeg hier later een boete voor, maar de omlegging werd gehandhaafd op voorwaarde dat het bedrijf de grens zou markeren, wat het nooit deed.
Het gebied bevond zich nu ten zuiden van de Rio Grande, de rivier die sinds 1845 de grens vormt tussen Mexico en de VS. De Mexicaanse autoriteiten namen zonder zich hiervan bewust te zijn controle over de regio over, en het werd bekend als de Horcón Tract. Echter, omdat de omlegging van de rivier door mensen was verricht was de grens volgens het internationaal recht niet veranderd. Het gebied behoorde dus toe aan de VS.
De VS stond het gebied uiteindelijk af aan Mexico in het grensverdrag van 1970, en het werd formeel geannexeerd door de Mexicaanse staat Tamaulipas. De overdracht vond plaats in 1977. Nadat een lokale inwoner een rechtszaak indiende om uitzetting door de United States Immigration and Naturalization Service te voorkomen, besliste een Amerikaanse rechtbank dat alle inwoners van de stad die geboren waren tussen 1906 en 1977 het staatsburgerschap van de VS konden behouden.